# ۵۵۰ (پیش از میلاد)
۵۵۰ (پیش از میلاد) ۵۵۰مین سال قبل از تقویم میلادی است.

## مناسبت‌ها
پایه گذاری امپراتوری هخامنشی

## درگذشتگان
فاراسیاس
پادشاه جبار یونان